# روبرت لافونت
روبرت لافونت (30 نوفمبر 1916 - 19 مايو 2010)، هو ناشر فرنسي مؤسس دار نشر روبرت لافونت (عام 1941) وهي دار نشر فرنسية مهمة. «كان هو أول من أدخل إلى فرنسا أساليب مستوحاة من الولايات المتحدة مثل دراسات السوق ومكافآت للمؤلفين، ونشر كميات كبيرة من الكتب الأكثر مبيعًا. وهو والد الإعلامي الشهير باتريس لافونت وشقيق الصحفي بيير لافونت.